# Nagyberki
Nagyberki est un village et une commune du comitat de Somogy en Hongrie.